# Trithemis aequalis
Espèce
Statut de conservation UICN

 NT  : Quasi menacé
Trithemis aequalis est une espèce de libellules africaines de la famille des Libellulidae (sous-ordre des Anisoptères, ordre des Odonates).

## Répartition
Trithemis aequalis se rencontre au Botswana, en Namibie et en Zambie.

## Habitat
Zones humides de la zone subtropicale à tropicale, en forêt et bordure de cours d'eau.

## Systématique
Le nom valide complet (avec auteur) de ce taxon est Trithemis aequalis Lieftinck (d), 1969.
Trithemis aequalis a pour synonyme :
- Trithemis falconis Pinhey, 1970